# Dillon Heatherington
Dillon Heatherington, född 9 maj 1995, är en kanadensisk professionell ishockeyback som är kontrakterad till Ottawa Senators i National Hockey League (NHL) och spelar för Belleville Senators i American Hockey League (AHL).
Han har tidigare spelat för Dallas Stars i NHL; Barys Nur-Sultan i Kontinental Hockey League (KHL); Springfield Falcons, Lake Erie Monsters, Cleveland Monsters och Texas Stars i AHL samt Swift Current Broncos i Western Hockey League (WHL).
Heatherington draftades av Columbus Blue Jackets i andra rundan i 2013 års draft som 50:e spelare totalt.

## Statistik
| 2008–2009  | Calgary Bronks        | AMBHL      | 33  | 2  | 14 | 16  | 12  | —  | — | — | —  | —  |
| 2009–2010  | Calgary Bronks        | AMBHL      | 32  | 8  | 16 | 24  | 34  | —  | — | — | —  | —  |
| 2010–2011  | Calgary Flames U18    | AMHL       | 31  | 0  | 11 | 11  | 44  | 4  | 0 | 0 | 0  | 2  |
|            | Swift Current Broncos | WHL        | 1   | 0  | 0  | 0   | 0   | —  | — | — | —  | —  |
| 2011–2012  | Swift Current Broncos | WHL        | 57  | 2  | 8  | 10  | 63  | 9  | 9 | 4 | 13 | 14 |
| 2012–2013  | Swift Current Broncos | WHL        | 71  | 4  | 23 | 27  | 80  | 5  | 0 | 3 | 3  | 0  |
| 2013–2014  | Swift Current Broncos | WHL        | 70  | 6  | 29 | 35  | 63  | 6  | 0 | 1 | 1  | 8  |
| 2014–2015  | Swift Current Broncos | WHL        | 48  | 1  | 14 | 15  | 48  | 4  | 0 | 0 | 0  | 4  |
|            | Springfield Falcons   | AHL        | 3   | 0  | 1  | 1   | 0   | —  | — | — | —  | —  |
| 2015–2016  | Lake Erie Monsters    | AHL        | 63  | 3  | 16 | 19  | 50  | 15 | 0 | 3 | 3  | 6  |
| 2016–2017  | Cleveland Monsters    | AHL        | 38  | 1  | 5  | 6   | 30  | —  | — | — | —  | —  |
|            | Texas Stars           | AHL        | 22  | 2  | 6  | 8   | 21  | —  | — | — | —  | —  |
| 2017–2018  | Dallas Stars          | NHL        | 6   | 0  | 1  | 1   | 26  | —  | — | — | —  | —  |
|            | Texas Stars           | AHL        | 55  | 3  | 14 | 17  | 47  | 21 | 0 | 3 | 3  | 18 |
| 2018–2019  | Dallas Stars          | NHL        | 5   | 0  | 1  | 1   | 0   | 1  | 0 | 0 | 0  | 0  |
|            | Texas Stars           | AHL        | 73  | 2  | 22 | 24  | 75  | —  | — | — | —  | —  |
| 2019–2020  | Texas Stars           | AHL        | 59  | 2  | 12 | 14  | 55  | —  | — | — | —  | —  |
| 2020–2021  | Barys Nur-Sultan      | KHL        | 41  | 2  | 5  | 7   | 40  | 6  | 0 | 0 | 0  | 2  |
| 2021–2022  | Ottawa Senators       | NHL        | 9   | 0  | 0  | 0   | 7   | —  | — | — | —  | —  |
|            | Belleville Senators   | AHL        | 45  | 2  | 11 | 13  | 22  | 2  | 1 | 0 | 1  | 0  |
| 2022–2023  | Ottawa Senators       | NHL        | 3   | 0  | 0  | 0   | 0   | —  | — | — | —  | —  |
|            | Belleville Senators   | AHL        | 60  | 4  | 11 | 15  | 63  | —  | — | — | —  | —  |
| NHL totalt | NHL totalt            | NHL totalt | 23  | 0  | 2  | 2   | 33  | 1  | 0 | 0 | 0  | 0  |
| AHL totalt | AHL totalt            | AHL totalt | 418 | 19 | 98 | 117 | 363 | 38 | 1 | 6 | 7  | 24 |
| WHL totalt | WHL totalt            | WHL totalt | 247 | 13 | 74 | 87  | 254 | 15 | 0 | 4 | 4  | 12 |

### Internationellt
| Källa: Uppdaterad: 2018-01-20 | Källa: Uppdaterad: 2018-01-20 | Källa: Uppdaterad: 2018-01-20 |         | Utv = Utvisningsminuter | Utv = Utvisningsminuter | Utv = Utvisningsminuter | Utv = Utvisningsminuter | Utv = Utvisningsminuter |
| År                            | Lag                           | Mästerskap                    | Matcher | Mål                     | Assists                 | Poäng                   | Utv                     |                         |
| ----------------------------- | ----------------------------- | ----------------------------- | ------- | ----------------------- | ----------------------- | ----------------------- | ----------------------- | ----------------------- |
| 2013                          | Kanada                        | U18-VM                        | 7       | 1                       | 0                       | 1                       | 4                       |                         |
| 2016                          | Kanada                        | JVM                           | 7       | 0                       | 0                       | 0                       | 2                       |                         |
| Junior totalt                 | Junior totalt                 | Junior totalt                 | 14      | 1                       | 0                       | 1                       | 6                       |                         |